# Olympische Sommerspiele 1992/Beachvolleyball
Im Anschluss an die Olympischen Spiele 1992 in Barcelona wurden Turniere im Beachvolleyball für Frauen und Männer als Demonstrationssportart ausgetragen, und daher wurden die Ergebnisse nicht für den Gesamtmedaillenspiegel gezählt.
Die Wettbewerbe fanden vom 12. bis zum 15. August am Strand von Almería statt und waren beim Publikum ein großer Erfolg. Die Turniere waren mit 24 Männer- und zehn Frauenduos auch Teil der FIVB World Tour.
Sowohl beim Frauen- als auch beim Männerturnier gewannen US-amerikanische Duos. Bei den Männern gewannen die Goldmedaillen Sinjin Smith und Randy Stoklos und bei den Frauen Karolyn Kirby und Nancy Reno.

## Endstand Männer
| Platz | Land               | Spieler                           |
| ----- | ------------------ | --------------------------------- |
| 1     | Vereinigte Staaten | Sinjin Smith / Randy Stoklos      |
| 2     | Brasilien          | Eduardo Garrido / Roberto Moreira |
| 3     | Brasilien          | André Lima / Guilherme Marques    |

## Endstand Frauen
| Platz | Land               | Spielerinnen                       |
| ----- | ------------------ | ---------------------------------- |
| 1     | Vereinigte Staaten | Karolyn Kirby / Nancy Reno         |
| 2     | Vereinigte Staaten | Linda Chisholm / Angela Rock       |
| 3     | Brasilien          | Roseliana dos Santos / Roseli Timm |